# San Carlos (Texas)
Pour les articles homonymes, voir San Carlos.
San Carlos est une census-designated place du comté de Hidalgo au Texas, aux États-Unis.
Sa population était de 3 130 habitants en 2010.